# Heinz Mosch

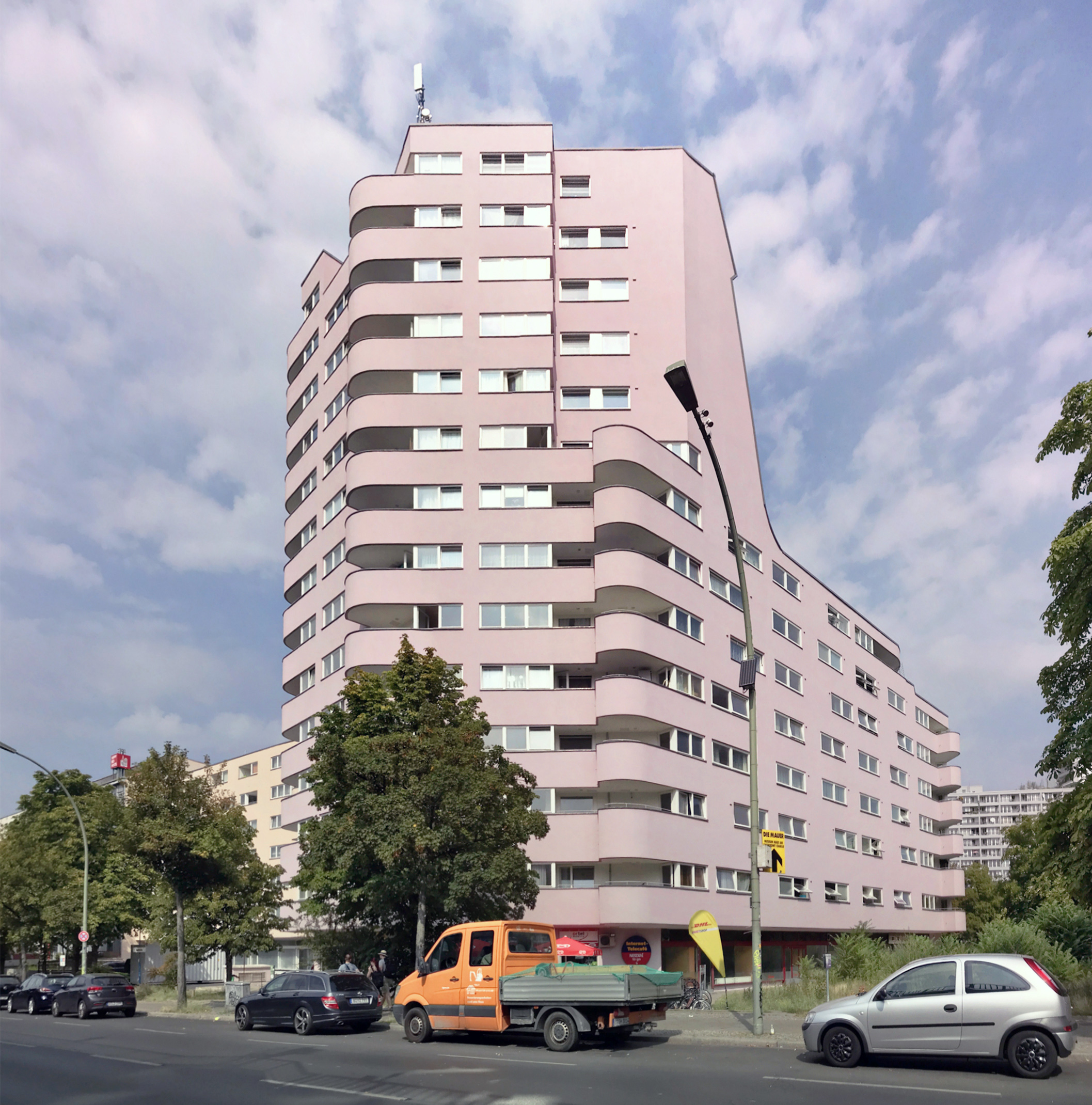
Wohnbebauung Berlin-Kreuzberg, Hallesches Ufer (2019)

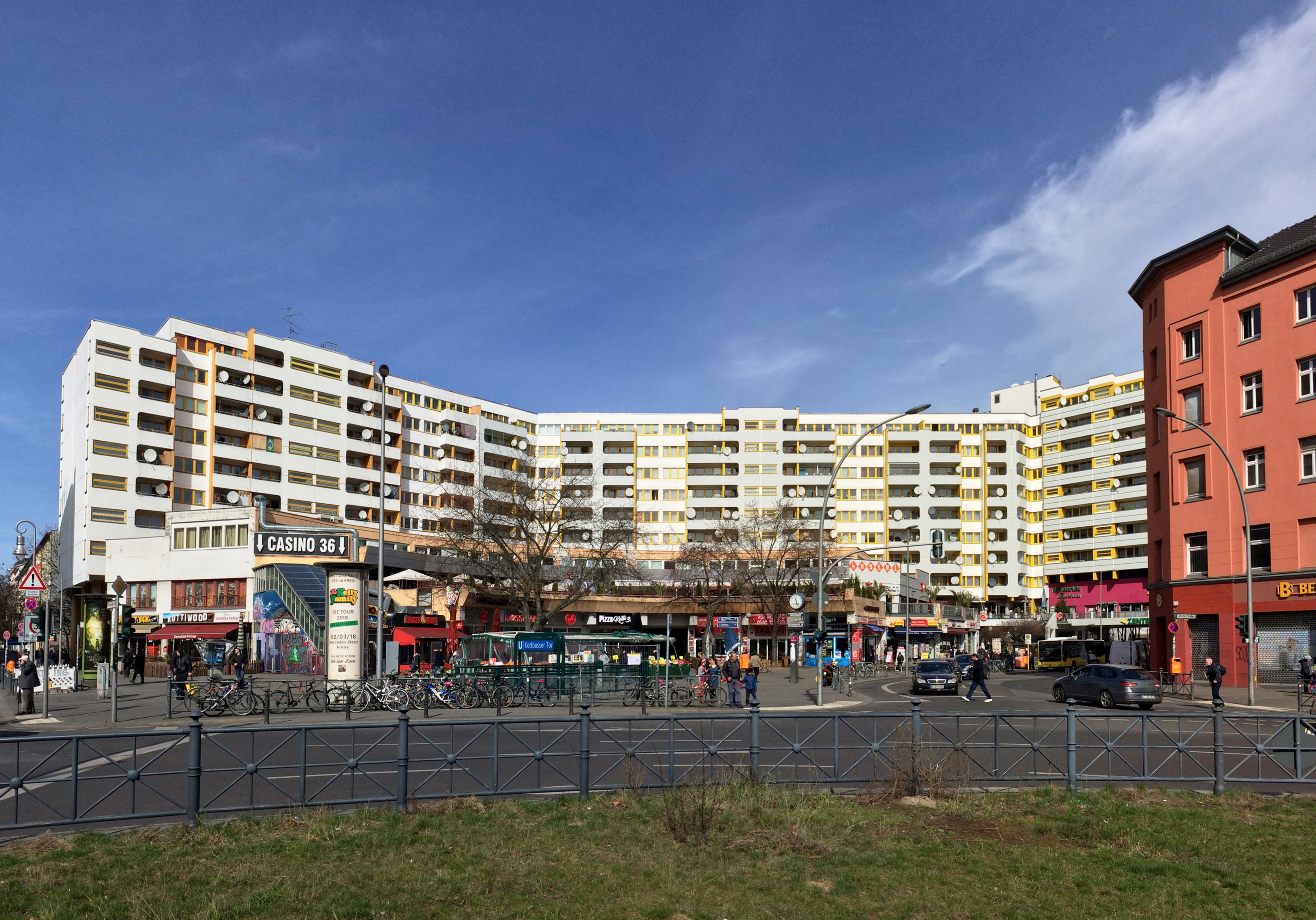
Zentrum Berlin-Kreuzberg (2017)

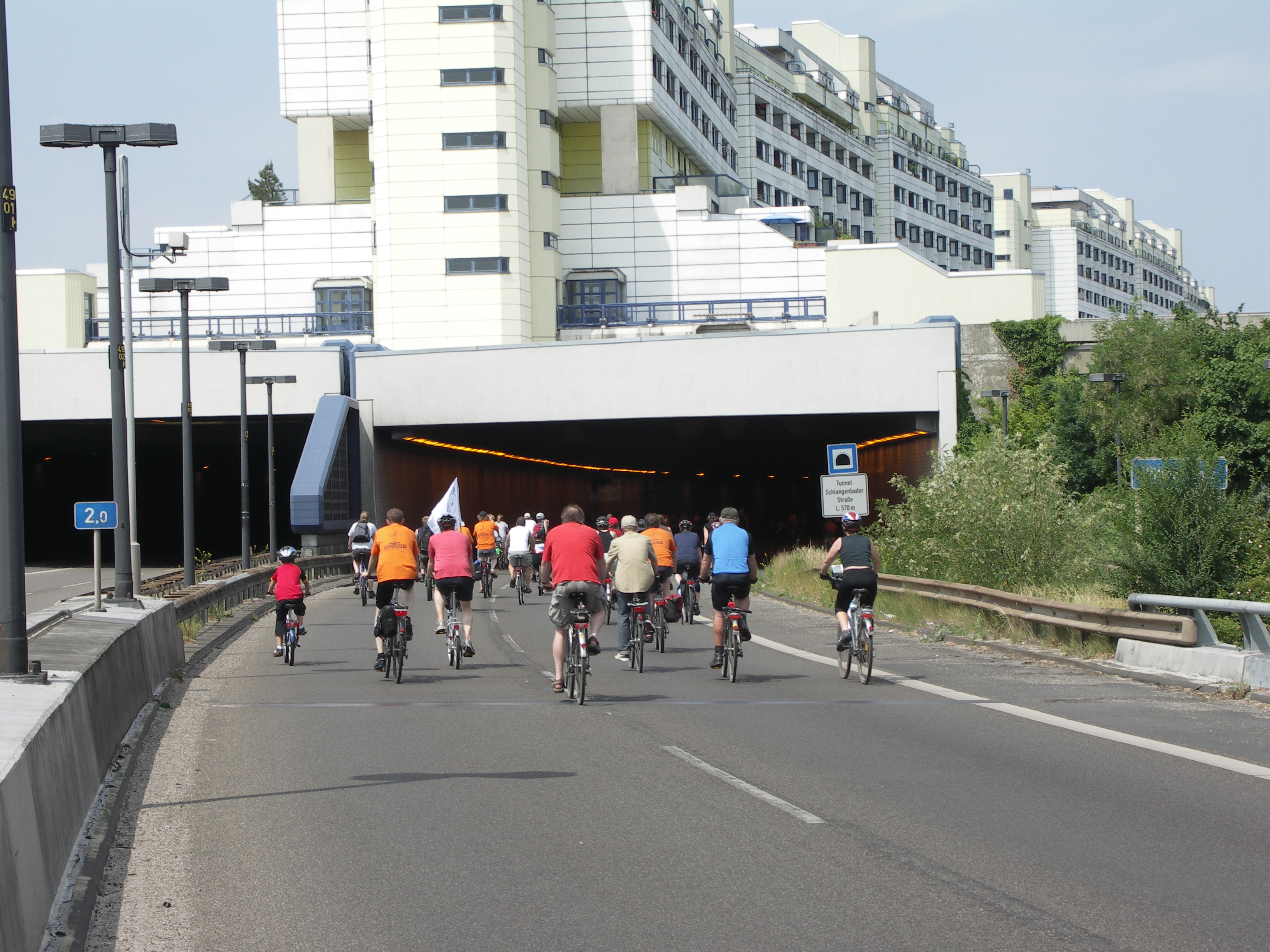
Wohnbebauung Berlin-Wilmersdorf, Schlangenbader Straße (2008)

Heinz Mosch (* 31. Juli 1924; † 9. September 1998) war ein Bauunternehmer und Projektentwickler. Er besaß ein Konglomerat von Grundstücks-, Finanzierungs-, Bau- und Verwaltungsfirmen. Bis 1974 galt er als „Deutschlands größter privater Bauunternehmer“.

## Wirken
Bereits in den 1960er Jahren realisierte er große Wohnungsbauvorhaben. Dabei arbeitete er eng mit den Kommunen und namhaften Architekten zusammen und kümmerte er sich im Sinne einer Projektentwicklung auch um die Finanzierung unter Nutzung staatlicher Wohnungsbauprogramme. Eines der bekanntesten Projekte wurde der Bau des 12-geschossigen Neuen Kreuzberger Zentrums am Kottbusser Tor in Berlin, für den zahlreiche historische Mehrfamilienhäuser der Gründerzeit abgebrochen wurden (1969–1974).
Das Geld beschaffte er sich durch Abschreibungsfonds in Form von Kommanditgesellschaften. 1970 gründete er hierzu die „Heinz Mosch Baubetreuung KG“, die im Handelsregister des Amtsgerichts Wiesbaden unter der HRA 2166 eingetragen wurde. Kurze Zeit später folgten die Gründungen von Niederlassungen, so 1970 in Hamburg, 1971 in Mannheim und 1972 in Bonn. Er beschäftigte sich auch mit dem Bau von Hotels und gründete 1972 hierzu eine eigene Gesellschaft.
Zu Jahresbeginn 1972 präsentierte Mosch das 350-Millionen-Projekt Schlangenbader Straße, das die Überbauung eines Teils der Berliner Stadtautobahn mit Komfort-Wohnungen vorsah. Die Finanzierung erwies sich jedoch als schwierig, da er hierzu noch 92 Millionen Mark als Eigenkapital und 138 Millionen an Fremdgeld aufbringen musste. Die Bereitschaft westdeutscher Spitzenverdiener, sich mit einer Kommanditeinlage in Berliner Abschreibungsbauten einzukaufen, war nach der Pleite um den Steglitzer Kreisel geringer geworden. Anderthalb Jahre später musste sich Mosch aufgrund gestiegener Kreditzinsen und erschwertem Wohnungsabsatz gesundschrumpfen und stieg aus dem Projekt aus.
Auch bei den Fonds-Bauten in München, Mainz, Wiesbaden und Ludwigshafen, die ein Eigenkapital von insgesamt 40 Millionen DM erforderten, ging für Mosch die Rechnung nur solange auf, wie er steigende Mieten einkalkulieren konnte. Das aber wurde immer schwieriger. Ab 1973 wurden zahlreiche Objekte verkauft und der Personalbestand von damals rund 2500 Personen um mehr als die Hälfte reduziert. 1974 sandte Mosch einen Notruf an seine Hausbanken. „Wenn sie ihn jetzt im Stich lassen, ist es nächste Woche aus mit ihm“, hieß es in seiner Zentrale in Wiesbaden.
Schließlich musste die Heinz Mosch Baubetreuung KG Insolvenz anmelden. Sie wurde 1978 aus dem Handelsregister des Amtsgerichtes Wiesbaden gelöscht.

## Projekte (Auswahl)
- Berlin, Hallesches Ufer 24, Wilhelmstraße 149 & 150, 22-geschossige, polygonale Wohnanlage, 1968–1970, Architekten: Fehling & Gogel.
- Berlin-Kreuzberg, Adalbertstraße 96–98 – Reichenberger Straße 174–177, Zentrum Kreuzberg (früher: Neues Kreuzberger Zentrum, NKZ), 12-geschossige hohe Wohnanlage mit Gewerbe, 1969–1974, Architekten Johannes Uhl, Werner Jokisch.
- Berlin-Wilmersdorf, Autobahnüberbauung Schlangenbader Straße, 1976–1980, Architekten: Georg Heinrichs, Gerhard Krebs und Klaus Krebs. Im April 2023 wurde der Autobahntunnel aus Sicherheitsgründen auf unbestimmte Dauer vollständig gesperrt.
- Mainz, Altmünstercenter, Terrassenhäuser am Michelsberg, Häuser an Polygon, Am Lemmchen und Hochhäuser am Westring.[5]

## Mediale Resonanz, Kritik
Insbesondere das Projekt Zentrum Kreuzberg war aus städtebaulichen, sozialen und ökonomischen Gründen umstritten. Auf den Druck aus den Reihen der Jusos reagierte der Berliner Senat im Frühjahr 1972 und legte für das NKZ einen Anteil von Sozialwohnungen sowie Räume für eine Senioreneinrichtung fest. Zugleich wurde das Projekt mit weiteren 8 Millionen D-Mark aus dem Berlinförderungsgesetz unterstützt, was einem Viertel des jährlichen Baubudgets des Senats entsprach. Nach der Besetzung des Georg-von-Rauch-Hauses in Berlin-Kreuzberg brachte die Rockband Ton Steine Scherben im gleichen Jahr den Rauch-Haus-Song heraus, in dessen Text es u. a. heißt: Das ist unser Haus / schmeißt doch endlich Schmidt und Press und Mosch aus Kreuzberg raus. Die Aktionen markierten den Beginn der Berliner Hausbesetzer-Bewegung.
Zur Autobahnüberbauung Schlangenbader Straße titelte Der Spiegel 1980: Durchlöcherte Schlange: Für nahezu eine halbe Milliarde Mark wurden über einem West-Berliner Autobahnstück Wohnungen errichtet. Das als zukunftsweisend gerühmte Objekt erweist sich als gigantische Fehlplanung.